# Perzikkopagapornis

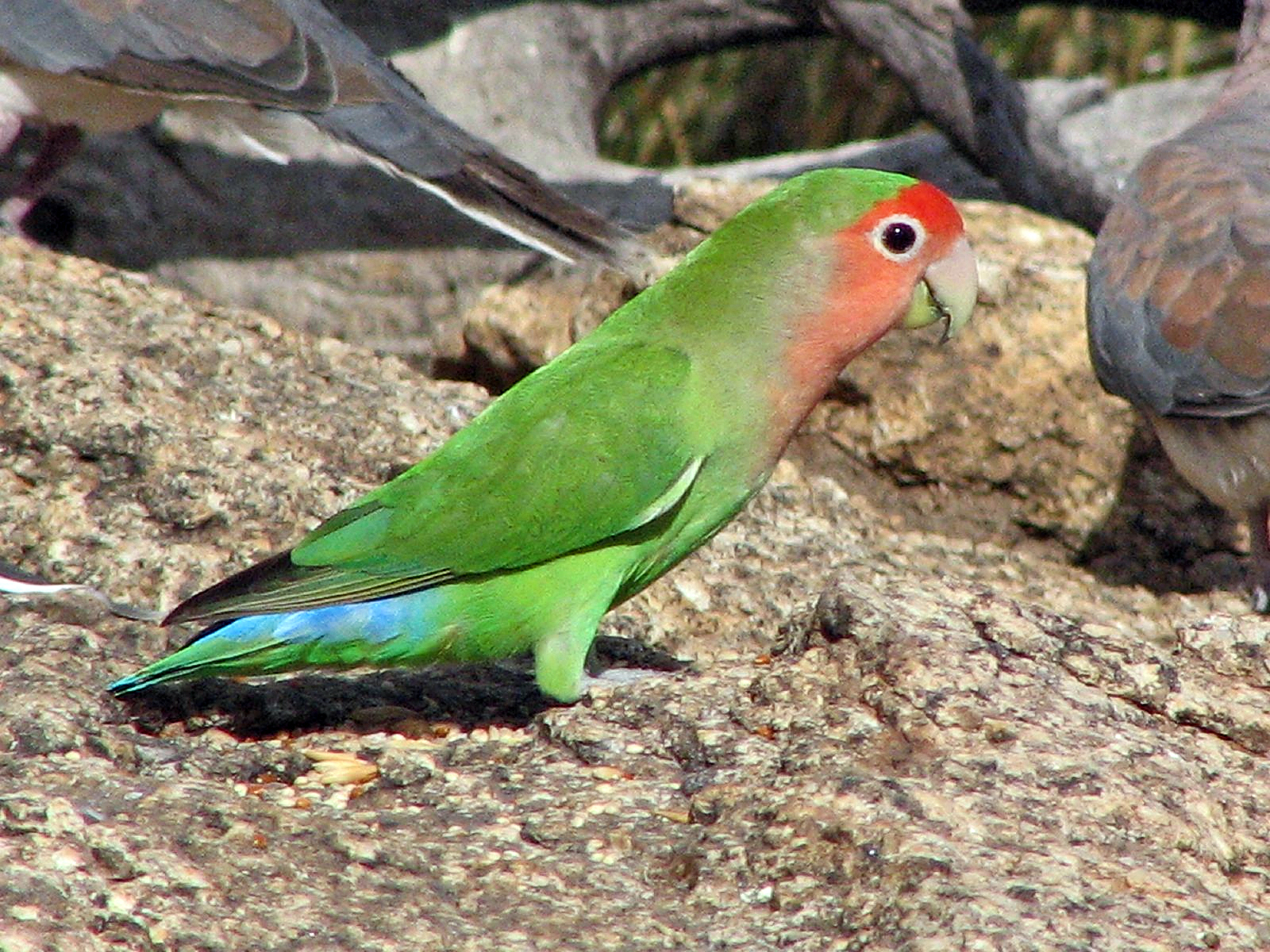
Perzikkopagapornis

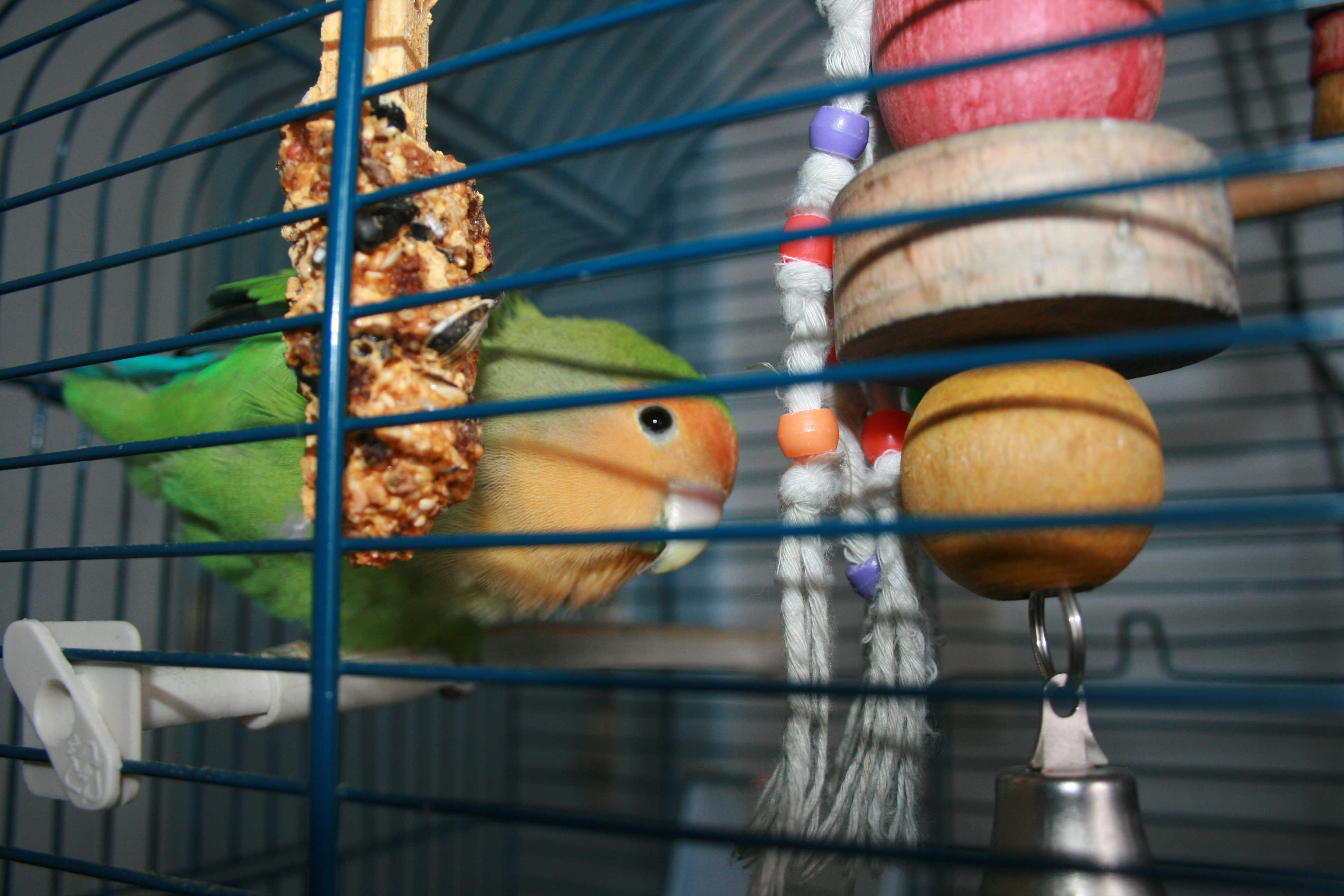
Perzikkopagapornis als huisdier

De perzikkopagapornis (Agapornis roseicollis, Engels: rosy-faced lovebird, peach-faced lovebird) is een dwergpapegaai die omstreeks 1793 werd ontdekt maar toen werd aangezien voor een roodmaskeragapornis (Agapornis pullarius), een andere soort van hetzelfde geslacht. Pas in 1818 werd de perzikkopagapornis door Louis Pierre Vieillot als aparte soort beschreven.

## Kenmerken
De vogel is 15 tot 18 cm lang en weegt 43 tot 63 g. Het is de grootste van de dwergpapegaaien. De vogel is overwegend bleek tot grasgroen, van onder lichter dan van boven. De stuit is helderblauw, het "gezicht" en de borst zijn perzikkleurig roze en de kruin is roodachtig. De snavel is dofgeel en deze dwergpapegaai heeft een lichte, vleeskleurige oogring. 
Van de roseicollis zijn twee ondersoorten bekend. A.. r. catumbella is iets kleiner van formaat, wat intenser van kleur en heeft een lichtoranje snavel. Voor de rest is hij gelijk aan de nominaatvorm.

## Verspreiding en leefgebied
De perzikkopagapornis leeft in het zuidwesten van Afrika. Er zijn twee ondersoorten:
- A. r. catumbella: zuidwestelijk Angola.
- A. r. roseicollis: Zuid-Angola Zuid-West-Afrika.

Het leefgebied bestaat uit droge bosgebieden met een regenval van minstens 100 mm per jaar, verder berghellingen met struikgewas en begroeiing langs waterlopen.

## Status

### In het verspreidingsgebied
De grootte van de wereldpopulatie is niet gekwantificeerd. De soort is plaatselijk nog algemeen, maar gaat in aantal achteruit mogelijk door exploitatie. Echter, het tempo van achteruitgang ligt onder de 30% in tien jaar (minder dan 3,5% per jaar). Om deze redenen staat de vogel als niet bedreigd op de Rode Lijst van de IUCN.

### Als huisdier
Van alle dwergpapegaaien is het de meest gehouden kooivogel, omdat hij het makkelijkste tam te maken is en minder ruimte nodig heeft dan grotere vogelsoorten. Er zijn dan ook vele mutaties en kleurslagen bekend zoals wildkleur, pallid, oranjemasker, albino, lutino, pastel, pale fallow, aqua, violet en opaline. 
Dwergpapegaaien kunnen goed geluiden imiteren, maar praten kunnen ze over het algemeen niet (al zijn er gevallen bekend waarin de vogel woordjes kan brabbelen).